# Maracaibosänkan

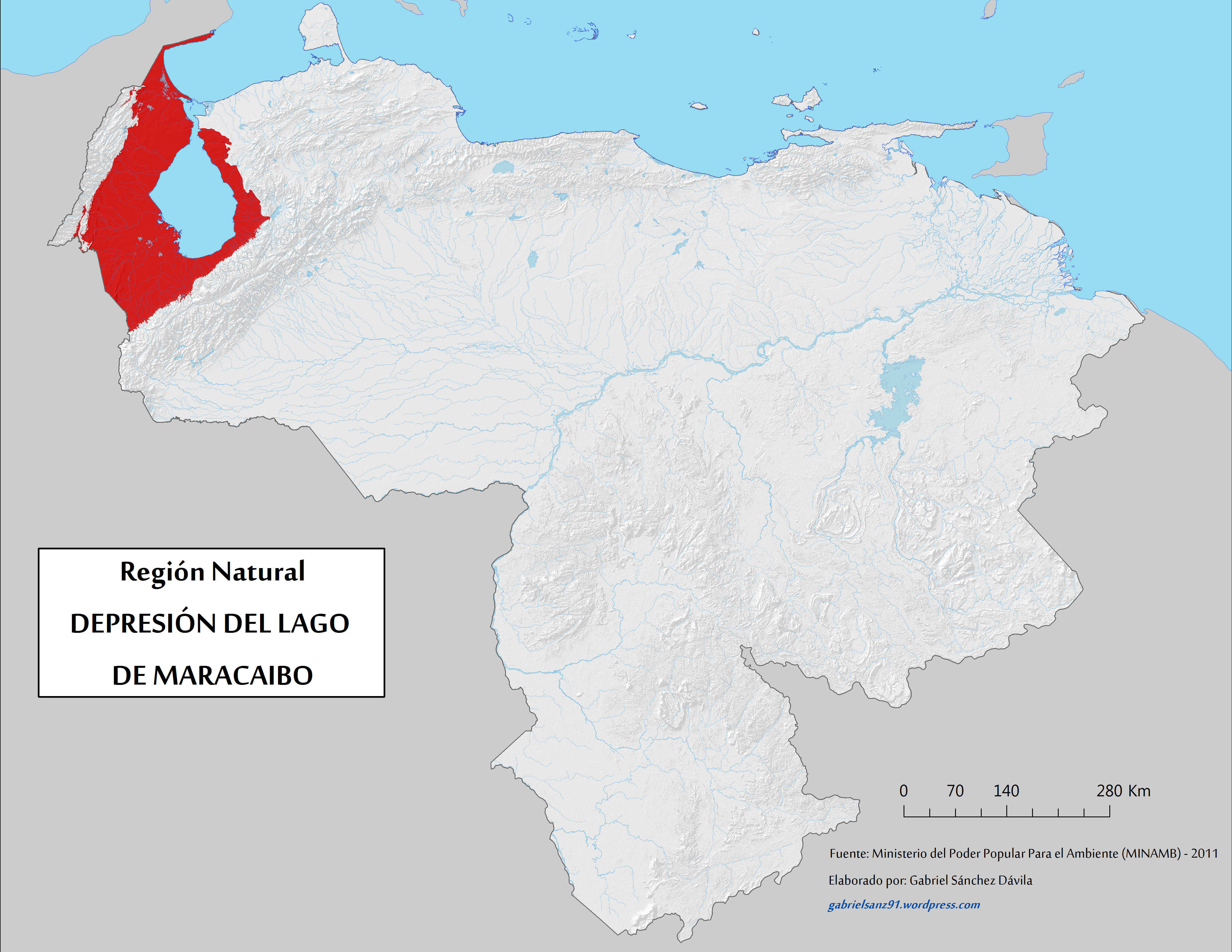
Satellitfoto med Maracaibosänkan markerad i grönt.

Maracaibosänkan är en oljerik sedimentär sänka i västra Venezuela. Sänkan avskiljs i norr från Karibiska havet av en förkastning. På övriga sidor gränsar den mot Andernas två förgreningar: Sierra de Perijá i väst och Cordillera de Mérida i syd och öst.
Staden Maracaibo ligger i norra delen av sänkan vid det sund som förbinder Maracaibosjön med Venezuelabukten.
Olja upptäcktes i Maracaibosänkans östra delar vid staden Mene Grande 1914 och gjorde snart Venezuela till den största oljeexportören fram till 1970-talet. 